# ساندرو بوبو
ساندرو بوبو (بالإيطالية: Sandro Puppo) لاعب كرة قدم ومدرب إيطالي مواليد العام 1918 توفي عام 1986 , لعب لعدة أندية في إيطاليا كان في مركز لاعب وسط أهم الاندية التي لعب معها نادي روما ونادي فينيزيا , في أوائل عقد الخمسينيات من القرن العشرون بدأ مسيرتة التدريبية مع منتخب تركيا ودرب نادي بشكتاش التركي على فترتين الأولى بين عامي 1953- 1954 والثانية بين عامي 1960-1961 , خلال عامي 1954-1955 درب نادي برشلونة الإسباني , بعدها وبين عامي 1955-1957 درب نادي يوفنتوس الإيطالي عاد في منتصف الستينيات من القرن العشرون تدريب منتخب تركيا لأكثر من فترة .